# Neue Semljaki
Neue Semljaki (russisch Новые Земляки, ehemals Semljaki, von russ. Земляки, zu Deutsch: Landsleute) ist eine russischsprachige Zeitung, die deutschlandweit einmal pro Monat erscheint. Sie richtet sich hauptsächlich an in Deutschland lebende Spätaussiedler aus der ehemaligen Sowjetunion. Das Blatt hat nach Angaben des Geschäftsführers Viktor Kirchgässer eine Auflage von 100.000 Stück pro Monat (Stand: 3. Quartal 2000), wovon zwei Drittel an Abonnenten versendet werden. Dagegen sprechen die Autoren Heribert Schatz, Christina Holtz-Bacha und Jörg-Uwe Nieland in ihrem Buch Migranten und Medien von einer monatlichen Auflage von 60.000 Stück (Stand: 2000).
Die Zeitung berichtet über Politik in Deutschland und Russland, öffentliches Leben und über alle Belange von Russlanddeutschen. So informiert sie zum Beispiel über deren Lebensgeschichten und Einzelschicksale oder porträtiert erfolgreiche Landsleute. Nahezu regelmäßig und ausführlich berichtet Semljaki über die in Paraguay liegende Kolonie Neufeld (heute Kolonie Reinland), ein Ansiedlungsprojekt für Russlanddeutsche. Außerdem enthält die Zeitung einen hohen Anteil an Werbeanzeigen.
Die Zeitung wurde zu Beginn im nordrheinwestfälischen Kalletal hergestellt, seit September 2011 - in Lemgo (NRW). Heute in Paderborn.
Aufgrund des schweren Betrugsfalles seitens Nikolai Neufeld, ging man bei der Zeitung Semljaki von einer ungewissen Zukunft aus. Neufeld war Initiator des Projekts Kolonie Neufeld wie auch Geschäftsführer der Neufeld GmbH, die ab dem Jahre 1996 die russischsprachige Zeitung herausgab. Das Detmolder Landesgericht sprach Neufeld im Mai 2012 wegen Betrugs in 1.042 Fällen schuldig und verurteilte ihn zu fünf Jahren Haft.

## Sonstiges
Der deutsche russlandmennonitische Verein Plautdietsch-Freunde behauptet auf seiner Homepage, dass Semljaki die meistgelesene russischsprachige Zeitung in Deutschland wäre.